# Diego Carlos
Diego Carlos Santos Silva (ur. 15 marca 1993 w Barra Bonita) – brazylijski piłkarz, występujący na pozycji obrońcy w tureckim klubie Fenerbahçe SK. Złoty medalista Igrzysk Olimpijskich 2020.

## Kariera klubowa

### Początki
Diego Carlos rozpoczął swoją piłkarską karierę w klubie Desportivo Brasil, grając tam mając 17 lat. 

### Sevilla FC
W 2019 roku przeszedł do hiszpańskiej drużyny Sevilla FC.

## Statystyki kariery
Stan na 22 maja 2022 roku
| Klub        | Sezon      | Liga             | Liga  | Liga   | Puchar kraju | Puchar kraju | Europa | Europa | Inne  | Inne   | Suma  | Suma   |
| Klub        | Sezon      | Liga             | Mecze | Bramki | Mecze        | Bramki       | Mecze  | Bramki | Mecze | Bramki | Mecze | Bramki |
| ----------- | ---------- | ---------------- | ----- | ------ | ------------ | ------------ | ------ | ------ | ----- | ------ | ----- | ------ |
| Nantes      | 2016/17    | Ligue 1          | 34    | 2      | 5            | 0            | –      | –      | –     | –      | 39    | 2      |
| Nantes      | 2017/18    | Ligue 1          | 28    | 1      | 1            | 0            | –      | –      | –     | –      | 29    | 1      |
| Nantes      | 2018/19    | Ligue 1          | 35    | 1      | 5            | 0            | –      | –      | –     | –      | 40    | 1      |
| Nantes      | Razem      | Razem            | 159   | 4      | 10           | 0            | 0      | 0      | 0     | 0      | 108   | 4      |
| Sevilla FC  | 2019/20    | Primera División | 35    | 2      | 2            | 0            | 8      | 0      | –     | –      | 45    | 2      |
| Sevilla FC  | 2020/21    | Primera División | 33    | 1      | 4            | 0            | 8      | 0      | 1     | 0      | 46    | 1      |
| Sevilla FC  | 2021/22    | Primera División | 34    | 3      | 3            | 0            | 8      | 0      | –     | –      | 45    | 3      |
| Sevilla FC  | Razem      | Razem            | 102   | 6      | 9            | 0            | 24     | 0      | 1     | 0      | 136   | 6      |
| Aston Villa | 2022/23    | Premier League   | 2     | 0      | 0            | 0            | –      | –      | –     | –      | 0     | 0      |
| W karierze  | W karierze | W karierze       | 253   | 12     | 22           | 0            | 24     | 0      | 2     | 0      | 301   | 12     |

## Kariera reprezentacyjna
22 lipca 2021 Diego Carlos zadebiutował w reprezentacji Brazylii w wygranym 4:2 meczu z Niemcami.

## Sukcesy

### Sevilla FC
- Liga Europy UEFA: 2019/2020

### Reprezentacyjne
- Igrzyska Olimpijskie: 2020